# Patricio Hernández
Patricio José Hernández Sánchez (San Nicolás, 16 de agosto de 1956) es un exfutbolista, entrenador y docente argentino. Desde enero de 2025 dirige a las divisiones inferiores del Racing Club en la novena división del fútbol argentino.
Con su primer club profesional, el Estudiantes de La Plata, obtuvo el Campeonato Metropolitano, y posteriormente tuvo un distinguido paso con el Torino F. C. en Italia, y un breve periodo con Ascoli, antes de regresar a su país. Después, se proclamó nuevamente campeón del fútbol argentino y de la Copa Libertadores 1986 con River Plate. Sobre el final de su carrera, destacó de sobremanera con el equipo de Cruz Azul, con el cual fue elegido el jugador del año en México en 1989.
Con la selección argentina fue partícipe del Mundial de España de 1982, como tercera opción en el puesto de volante creativo para César Menotti, atrás de Diego Maradona y de Mario Kempes, de manera que no tuvo minutos en el torneo. Estuvo en la terna final para disputar el Mundial de México, ahora bajo el mando de Carlos Bilardo, pero al no encontrase, en ese momento, en un equipo de convocatoria nacional, terminó quedando fuera del combinado que se coronó campeón del mundo.
Como entrenador tendría sus inicios con Argentinos Juniors en 1992 y realizó algunas buenas campañas con Lanús unos años después. En 2007, luego de un infructífero paso con Banfield, se tomó un descanso de la dirección técnica, y no volvió a dirigir en primera división. Obtuvo su primer título con San Miguel, que significó el ascenso del club a la cuarta división en 2014.

## Trayectoria

### La Plata (1970-1982)
Hernández realizó visorias en clubes aledaños a su natal San Nicolás desde los 14 años, recomendado por Omar Sívori, a quién mencionó como su ídolo y modelo a seguir. En 1970 se unió a las divisiones inferiores de los Estudiantes de La Plata, club del cual su padre y él eran aficionados, y con el que se sentía identificado por su filosofía deportiva, compromiso social y calidad humana.
El 29 de septiembre de 1974, con 18 años, un mes y 13 días, debutó en la undécima fecha del Campeonato Nacional en el empate 1-1 ante el Banfield bajo la dirección de Carlos Bilardo.
Resultaron con el segundo puesto en el Campeonato Nacional 1975, un punto por detrás del campeón, River Plate, y obtuvieron su pase a la Copa Libertadores del siguiente año, luego de derrotar a Huracán en El Cilindro con 2-3 en el marcador. Sin embargo, conforme incrementaba su nivel de juego, Hernández se hizo de constantes diferencias con los dirigentes del club debido a su negativa de dejarlo salir, ni siquiera cedido durante 6 meses, cuando São Paulo de Brasil mostró interés por su servicios.
La A. C. Milan hizo un intento por emplearlo en el año de 1982, pero con el estallido del totonero a mediados de 1980 y las consecuencias deportivas y económicas que sufrió el club, se terminó por caer su fichaje. Tenía entonces la posibilidad de ir a la Verona, a la Sampdoria o al Torino, cerrando su pase con este último en 1982 por alrededor de 1,2 millones de dólares (cifra extraordinaria para la época). Patricio mencionó que su elección de firmar con el equipo de Turín se debió a que quería ir al lugar donde Sívori había brillado en su carrera como futbolista.
Durante una entrevista con Juan Sebastián Verón en agosto de 2024, se le preguntó a «La Bruja» con qué jugador de la historia de Estudiantes le habría gustado jugar, si hubiera tenido la posibilidad. A lo que respondió: «Te diría dos: uno, con mi viejo, y el otro con Patricio Hernández.»

### En Italia (1982-1985)

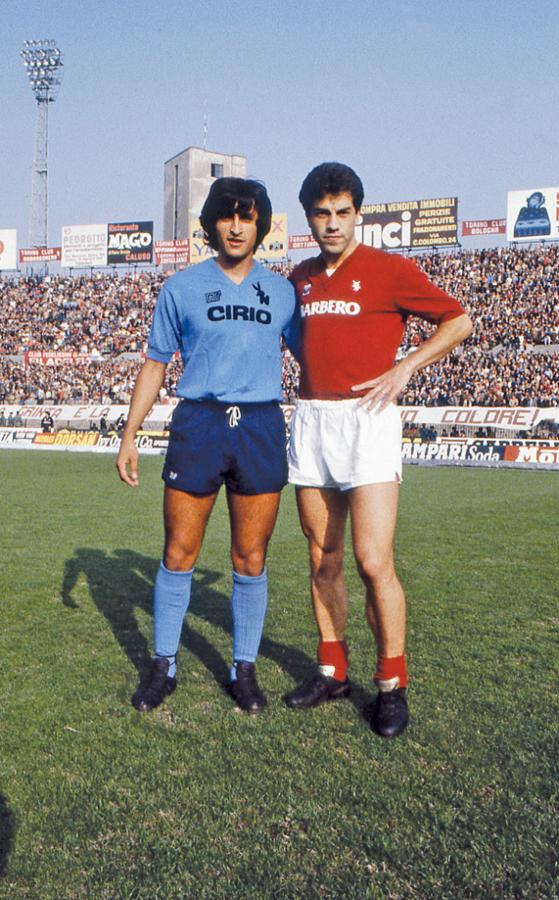
Hernández junto a Ramón Díaz, antes de un Napoli-Torino en 1983.

Hernández se convirtió en el segundo jugador extranjero del Torino F. C. tras la apertura del mercado de Italia con otros países en 1980, después del neerlandés Michel van de Korput.
El 12 de septiembre se presentó en el fútbol italiano en el triunfo 4-1 frente a la U. S. Avellino y marcó su primer anotación al minuto 8 del encuentro en el Stadio Comunale. Terminó la campaña con 39 partidos disputados (11 en el torneo de Copa) y 8 anotaciones (4 en Liga y 4 en Copa).
El siguiente campeonato el jugador neerlandés salió del equipo y llegó el austriaco Walter Schachner para ocupar su plaza. Hernández y Schachner formaron una de las mejores ofensivas del campeonato con 31 goles entre Liga y Copa (14 de Hernández y 17 de Schoko). Sin embargo, pese a ser segundos gran parte de la campaña en la disputa del scudetto, los dirigidos por Eugenio Bersellini dejaron ir puntos valiosos en la segunda vuelta, que terminaron posicionándolos en el quinto lugar general. Hernández fue el sexto jugador con más anotaciones en el torneo de Liga con 11, con el francés Michel Platini y el brasileño Zico como los punteros con 20 y 19 goles en su cuenta respectivamente.
El Guerin Sportivo relató un polémico episodio en el que se vio involucrado Hernández ocurrido el 29 de enero de 1984 durante un partido de Torino contra el Inter de Milán. El Inter se adelantó en el marcador con un cabezazo de Fulvio Collovati. Minutos después Hernández recogió un despeje al borde del área, se aventuró en un regate pretencioso en medio de las numerosas camisetas nerazzurri y ante un contacto terminó en el suelo, con lo cual el árbitro Romeo Paparesta señaló el punto.

«Ho sfiorato Hernández, appena appena, sulla coscia, ma piano, con la punta del piede. Si è buttato, una decisione incredibile.»
«Le rocé a Hernández, sólo un poquito, en el muslo, pero lentamente, con la punta del pie. Saltó, fue una decisión increíble.»
Giuseppe Bergomi, autor de la falta.

«Non faccio mai polemiche, ma Hernández ha fatto scena: il primo rigore è inventato.»
«Nunca hago polémica, pero Hernández hizo una escena: el primer penalti fue inventado.»
Luigi Radice, sobre la acción señalada.

Desde los once metros el propio argentino convirtió, en medio de la polémica, y antes de finalizar el primer tiempo Schachner puso el 2-1 en el marcador. En el inicio de la parte complementaria el colegiado marcó un penalti en favor del Inter, pero el remate de Alessandro Altobelli dio en el travesaño, y en el minuto 84 se señaló otro más en favor de Torino, que volvía a tirar Hernández, esta vez en la otra esquina. Hernández habló sobre los episodios del encuentro:

«I rigori c’erano tutti e due. Nel primo caso un avversario mi ha agganciato il ginocchio, per questo sono finito a terra. Quando ho battuto il secondo mi sono fermato un attimo perché c’era una piccola buca sul terreno, l’aveva fatta Baresi, il numero 6, ma io me ne sono accorto.»
«Los dos penaltis estuvieron ahí. En el primer caso un oponente me enganchó la rodilla, motivo por el cual acabé en el suelo. Cuando pateé el segundo me detuve un momento porque había un pequeño agujero en el suelo, lo había hecho Baresi, el número 6, pero me di cuenta.»

Con la salida de Bersellini al final del torneo, Hernández dejó de entrar en los planes de Torino y su plaza fue ocupada por el brasileño Léo Júnior, por lo cual recaló en el Ascoli, donde disputó 29 partidos (entre Liga y Copa) y anotó dos goles, aunque resignó el protagonismo de su puesto, el cual mantuvo el brasileño Dirceu. Por desgracia, los resultados no acompararon y el club sucumbió al descenso al final de la temporada. Durante ese periodo Hernández también sufrió el envenenamiento de su perro. Pese al poco tiempo, Hernández dejó una buena impresión durante su paso en el fútbol italiano:

«(Hernández) es de los que jugaron en Europa cuándo solamente iban los fuera de serie.»
Gastón Recondo. 10 de agosto de 2020.

### Regreso (1985-1988)

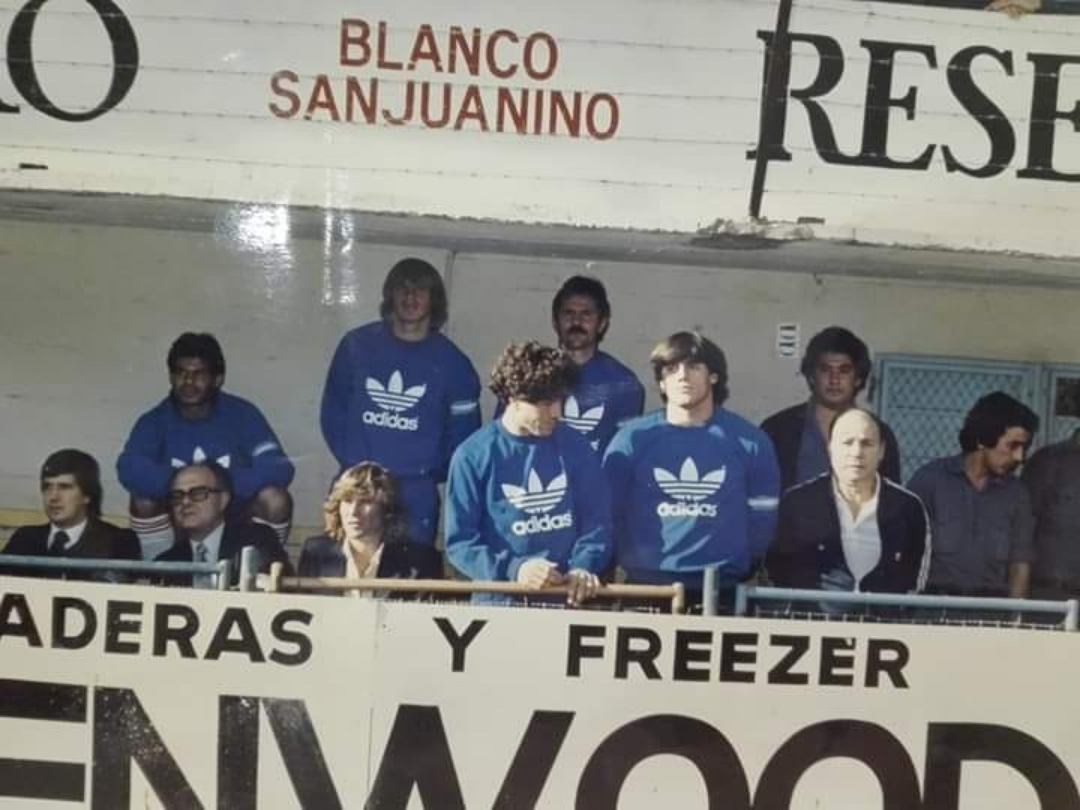
Hernández con River en julio de 1986.

Patricio tenía el deseo de participar en el Mundial que se celebraría en México. Ante esto, Bilardo le expresó que lo convocaría si jugaba en River o en Boca, y a pesar de contar con propuestas para continuar su carrera en Francia o Grecia, decidió regresar al país. Buscó un arribo con Independiente en verano de 1985 en un proyecto encabezado por Roberto Ferreiro, con el objetivo de estar en un equipo de convocatoria nacional y llenar el ojo de Bilardo. Sin embargo, con el despido de Ferreiro y la vuelta de Omar Pastoriza al mando, Patricio no siguió en los planes y se frenó su llegada al conjunto rojo. Terminó firmando libre con el Instituto de Córdoba y se quedó fuera de la lista de Bilardo.
Poco después llegó con River Plate, entonces dirigido por Héctor Veira. Durante su estancia vio la mayoría de los minutos de juego con el denominado "equipo B", conformado por jugadores suplentes, debido a que el primer equipo jugaba en paralelo la Copa Libertadores, de la cual resultó campeón y alineó solo un encuentro en el empate 1-1 ante Boca Juniors en La Bombonera.
No pudo asistir a Japón para disputar la Copa Intercontinental ante el Steaua de Bucarest de Rumanía debido a una lesión de tobillo unos días antes del viaje. En 1987 decide emigrar con Argentinos Juniors, donde tendría asegurada la titularidad y volvería a su mejor nivel. Marcó 13 goles en la campaña, destacándose el 8 de noviembre de 1987 con un hat-trick, que incluyó un descollante gol de tiro libre ante Esteban Pogany de Banfield.

### Cruz Azul de México

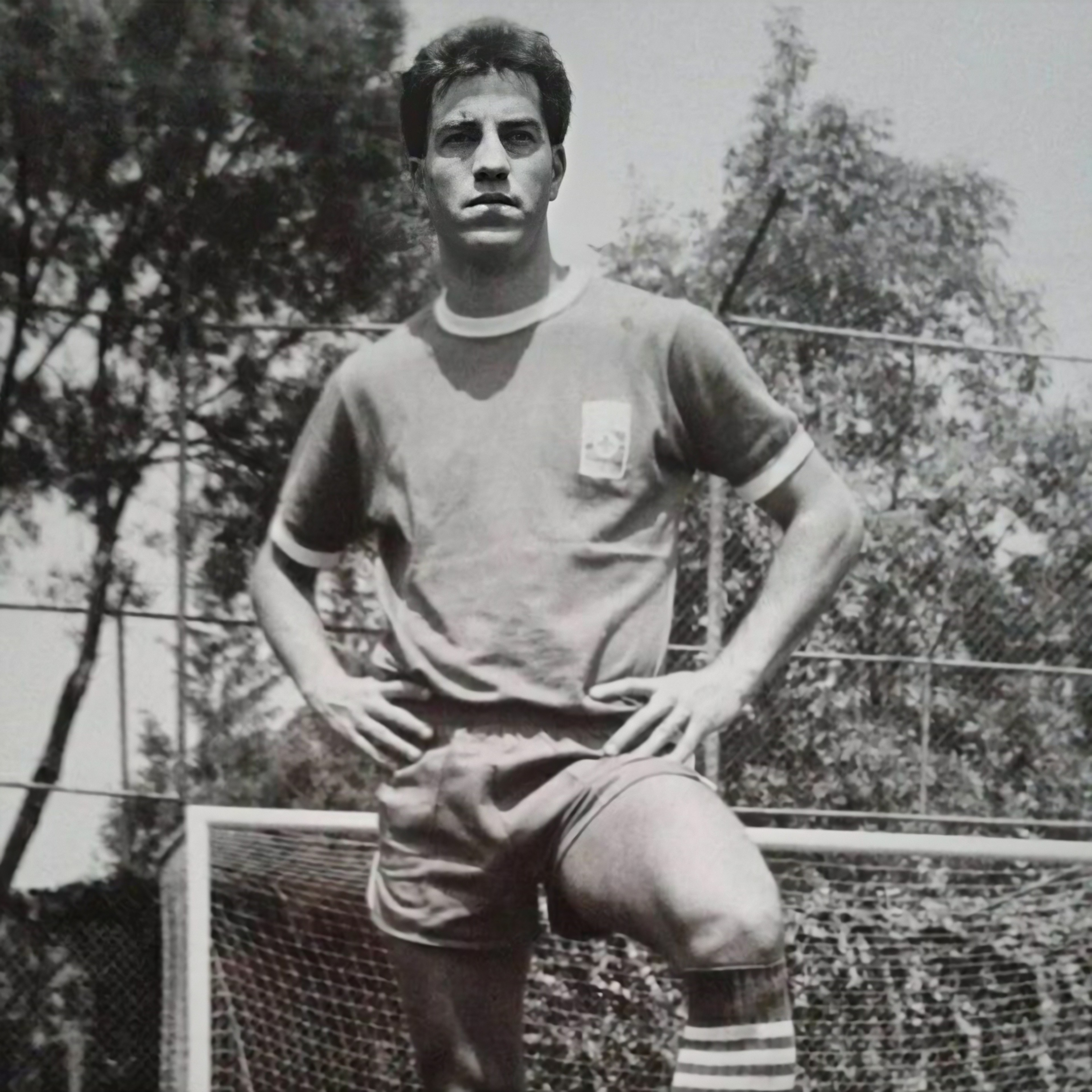
Hernández con Cruz Azul en 1988.

Durante una gira de partidos amistosos de Argentinos Juniors en México, Hernández llamó la particular atención de Guillermo Álvarez Cuevas, entonces presidente de Cruz Azul, quien lo interceptó en el Aeropuerto Internacional de la Ciudad de México para expresar su interés en que el argentino se convirtiera en el eje de un proyecto deportivo, encaminado a buscar nuevamente el campeonato mexicano. Pese a no tener interés en salir nuevamente de Argentina, la oferta económica del club terminó convenciendo a Hernández de llegar al país norteamericano, aunado a su deseo de jugar en el estadio Azteca, donde se consagraron Pelé y Maradona campeones del mundo (1970 y 1986 respectivamente), luego de haberse quedado fuera del torneo mundial años atrás.
Llegaba a reforzar al equipo de cara a la temporada 1988-89, anotando sus primeros goles en el torneo de Copa en los triunfos 4-2 ante los Tecos de la UAG y 5-1 de penal frente a Cobras. Ya en el torneo de Liga, se destacó con una anotación ante Necaxa, quitándose a 6 defensores, además de los tripletes ante Toluca y Monterrey, y un póquer frente a Atlas el 20 de mayo de 1989. Con una serie de malos resultados, el técnico Manuel Lapuente era prescindido del cargo y llegaba Mario Velarde, con lo que el equipo recomponía el camino y alcanzaba la séptima posición general y segunda de su grupo, suficiente para ingresar a la "liguilla" por el título. Durante la temporada regular, Hernández libró una encarnizada batalla por el título de goleo contra el chileno Jorge Aravena y el mexicano Sergio Lira que perduró hasta la última jornada del campeonato, donde el jugador de Tampico-Madero se haría con el mismo al anotar un triplete ante Atlético Potosino, en tanto, Patricio terminaba el año con 27 goles en 37 partidos, rompiendo el récord de Horacio López Salgado (25 goles en la temporada 1974-75) como el jugador con del club con más goles en una temporada regular, el cual se mantendría hasta 1995, cuando Carlos Hermosillo finalizó la campaña con 35 goles.
Con la lesión del histórico Ignacio Flores Ocaranza, Hernández tomó las riendas del vestidor para la última fase del torneo, en la que anotaría en los triunfos 2-1 ante Tampico-Madero y 3-1 frente al Atlante. Para cuidarlo ante una posible final, no disputó el último partido de la "liguilla grupal" contra los Pumas de la UNAM que terminó con derrota 4-1, poniendo en peligro el pase, sin embargo, tras el empate 2-2 entre Tampico-Madero y Atlante, el equipo se clasificaba a una nueva serie final después de 8 años. Se enfrentaban nuevamente ante América, en una edición más del Clásico Joven. Ambos encuentros, disputados en el estadio Azteca, estuvieron marcados por un polémico error del guardameta celeste Pablo Larios en el partido inaugural de la serie, que significó la anotación de Luis Roberto Alves. Con el marcador adverso de 2-3, Cruz Azul encaraba el segundo partido con la intención de buscar la remontada, y pese a empezar perdiendo desde el minuto 6, supieron darle vuelta al juego 2-1, con anotación de Hernández incluida. No obstante, sobre el final del encuentro Carlos Hermosillo ponía el 2-2 en la pizarra, decretando el título para los de amarillo.

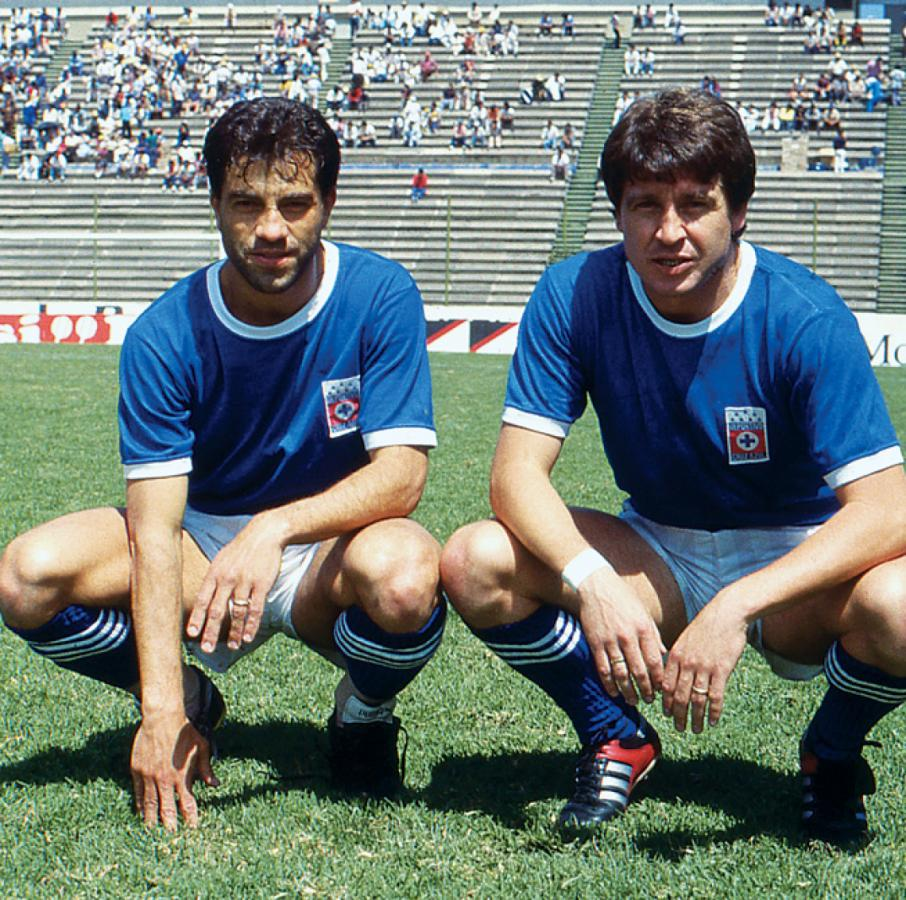
Hernández junto al uruguayo Rubens Navarro.

Su gran año se vería recompensado al recibir el trofeo citlalli (actual Balón de Oro) como el mejor jugador de la temporada, con lo que se convirtió en el segundo futbolista del club celeste en obtenerlo después de Miguel Marín (también argentino). No obstante, la entrega del premio resultó polémica, pues, pese a estar nominado en la terna, Hernández no ganó el trofeo al mejor en su posición (quedó en manos de Jorge Aravena) y, sin embargo, sí fue elegido el mejor jugador de esa campaña.
Desafortunadamente, para la temporada 1989-90 no podrían emular lo hecho el torneo anterior y, peor todavía, firmarían una de las campañas más pobres en la historia del club, terminando en la antepenúltima posición general (a cinco puntos del descenso), el peor registro de Cruz Azul en la historia de los torneos largos. Entre diversos factores, se dijo que los problemas internos entre Hernández y el recién llegado Luis Flores Ocaranza terminaron por romper el vestidor.
Con Luis Flores con 1 año más de contrato, el argentino se marchaba al final del campeonato de un club donde, pese a tener una breve estadía y no alcanzar el título, el extraordinario nivel mostrado lo hizo ganar un lugar entre los jugadores más notables en la historia de la institución.

### Últimos años
En verano de 1990 regresa con Argentinos Juniors. Tuvo actividad en la Supercopa Sudamericana en los dos partidos de la serie ante el Flamengo, anotando en el juego de vuelta en el Maracaná, y avanzaron a la siguiente ronda con 3-4 desde los once pasos (luego del empate 4-4 global). Hernández ya no disputó los cuartos de final contra el Nacional, donde quedaron fuera con 4-3 en el global (2-1 en la ida y 3-1 en la vuelta).
Fichado con Huracán, en marzo de 1992 decidió finalizar su contrato con el club para empezar a ejercer como entrenador de Argentinos Juniors.

## Entrenador

### Inicios (1992-1996)
En abril de 1992 asumió el mando de Argentinos Juniors, y se mantuvo en el cargo hasta el mes de diciembre. Poco después firmó un contrato con Gimnasia y Tiro. El 19 de febrero de 1994 obtuvo un recordado triunfo 1-0 en la Copa Antonio Labán ante el Colo-Colo de Vicente Cantatore.
Entre mayo de 1994 y agosto de 1995 dirigió a Lanús, donde tuvo un paso diligente. En julio asumió el cargo de entrenador del Santos Laguna de México, donde los resultados no acompañaron, y sus diferencias con Benjamín Galindo lo marginaron del equipo luego de 32 partidos.
En 1996 estuvo al frente del equipo Barcelona de Ecuador durante un período aproximado de entre 30 y 40 días. Su desempeño al mando no fue favorable, aunque no se cuenta con registros detallados de los partidos disputados. Durante su gestión, surgieron desacuerdos con el presidente del club, Isidro Romero, relacionados con aspectos económicos, así como con el entonces presidente del país, Abdalá Bucaram, en torno a cuestiones deportivas. Estas circunstancias derivaron en su salida del cargo poco tiempo después.

### Banfield (1° etapa)
Luego del descenso de Banfield en 1997, el equipo contrató a Hernández con la intención de retornar rápidamente a Primera División. Obtuvo un gran desempeño en la segunda categoría hasta el mes de diciembre, cuando aceptó el cargo de entrenador en Estudiantes de La Plata en enero de 1998, tras la salida de Daniel Córdoba.

### Altibajos (1998-2003)
Entrenó al equipo de La Plata durante 57 partidos hasta julio de 1999, con 16 triunfos,	20 empates y 21 derrotas. En enero del año 2000 se unió como segundo entrenador de Américo Gallego en River Plate para el Clausura, del cual resultaron campeones. Disputaron la Copa Libertadores, de la que fueron eliminados en cuartos de final 3-0 ante Cruz Azul en el estadio Azteca, con doblete de Francisco Palencia y uno más de Saturnino Cardozo.
El 10 de junio de 2001, luego del cese de Gallego, Hernández dirigió de manera interina a River Plate en el último partido del campeonato ante Lanús, que resultó en derrota 2-1 para el equipo. Entre esos años dirigió también los clubes de Puebla de México y Saprissa de Costa Rica.
El 5 de septiembre de 2003 asumió el cargo de entrenador de Nueva Chicago con el objetivo de evitar el descenso. Los resultados no acompañaron, y tras solo cosechar nueve puntos luego de 14 partidos, Hernández dejó el puesto. El club perdió la categoría al final del torneo.

### Banfield (2° etapa)
En febrero de 2007 regresó a dirigir a Banfield para el Clausura. No obstante, fue despedido luego de 45 días en el cargo por el presidente del club Carlos Portell, dejando en su puesto a Pablo Sánchez y Hernán Lisi, que formaban parte del cuerpo técnico de Hernández. De acuerdo con Hernández, la intención por sacarlo de Banfield comenzó desde su llegada, luego de dejar al equipo en medio del campeonato de Primera B en 1997 para dirigir a Estudiantes de La Plata, por lo que tampoco los dirigentes querían su continuidad y lo vieron con malos ojos desde el primer día.
De igual forma, dijo sentirse "traicionado" por Sánchez y Lisi, quienes continuaron trabajando luego de su cese.

«A Vitamina me lo puso el representante (Ricardo Schlieper), pero a Lisi lo llevé yo. Y como lo conocía desde hace mucho tiempo, no me gustó lo que hizo. Por eso me sentí traicionado. Pero todo lo que pasó me lo veía venir, porque un técnico de las inferiores me avisó que después del partido con Lanús (perdió 2-1 el clásico en su segundo partido) ya me querían limpiar.»

Sus declaraciones despertaron una fuerte respuesta por varios integrantes de Banfield, incluidos los entrenadores involucrados, jugadores y el presidente Portell, el cual declaró: «Estoy sorprendido, habíamos acordado no hablar del tema. Estamos seguros de nuestra decisión y cada día nos damos cuenta de que el acierto fue mayor.» Si bien Lisi optó por el silencio, Sánchez no se quedó callado y remarcó: «Él nos pidió que renunciemos porque ya había cobrado, pero eso no era lo que teníamos arreglado», y que «ahora sale a hablar cuatro semanas después de que se fue y, casualmente, dos días después de su rescisión. Evidentemente, el hombre estaba esperando cobrar para salir a hablar.»

### Desconexión y regreso
Hernández se alejó del medio durante un tiempo, y en septiembre de 2009 realizó diversas declaraciones en una entrevista:

«Muy alejado del fútbol, me resultaría fácil decirte que me estoy perfeccionando y todo eso que dicen los técnicos cuando no están trabajando, pero no es cierto. No miro nada. Estoy un poco asqueado del fútbol. Estoy alejado y me cuesta mucho, en Chicago estuve 60 días y en Banfield 45. El problema es mío, seguramente. Después de dirigir 12 años creo que quedé un poco afuera del mercado, por culpa mía de adaptación al medio. Porque yo no me quiero adaptar, esa es la realidad. (¿En qué consistiría adaptarse?) No respetar tu formación y no tener la misma identidad, para mí, son sinónimos de corromperse.»

En 2013, asumió el cargo de director técnico de San Miguel, equipo que militaba en la Primera D, tras una invitación del intendente Joaquín de la Torre. Permaneció en ese puesto durante 3 años. En una entrevista posterior con El Gráfico en noviembre de 2014, manifestó que una de sus decisiones más acertadas como entrenador fue aceptar ese desafío, ya que le permitió reconectar con su pasión por el fútbol.
El 13 de diciembre de 2014 obtuvo el ascenso a la cuarta división tras derrotar en la final del torneo reducido a Leandro N. Alem con 6-5 desde los once pasos, luego del empate 2-2 en el global. Hernández se pronunció sobre el partido:

«Aporté mi granito de arena, la comunidad estaba muy triste de haber descendido a la D. Hoy no nos llegaron nunca, en la ida llegaron 3 veces y nos hicieron dos goles, llegamos 8 y no metimos ninguno. Hoy ganamos merecidamente.»

En 2017 se encargó de las reservas del Sarmiento de Junín, donde impactó en gran medida para los éxitos que obtuvo el equipo entre 2018 y 2021. Entre 2018 y 2019 dirigió 12 partidos al Sportivo Barracas, con saldo de 1 triunfo, 5 empates y 6 derrotas.
El 19 de enero de 2025 fue presentado como entrenador de las divisiones inferiores de Racing Club en la novena división.

## Selección nacional

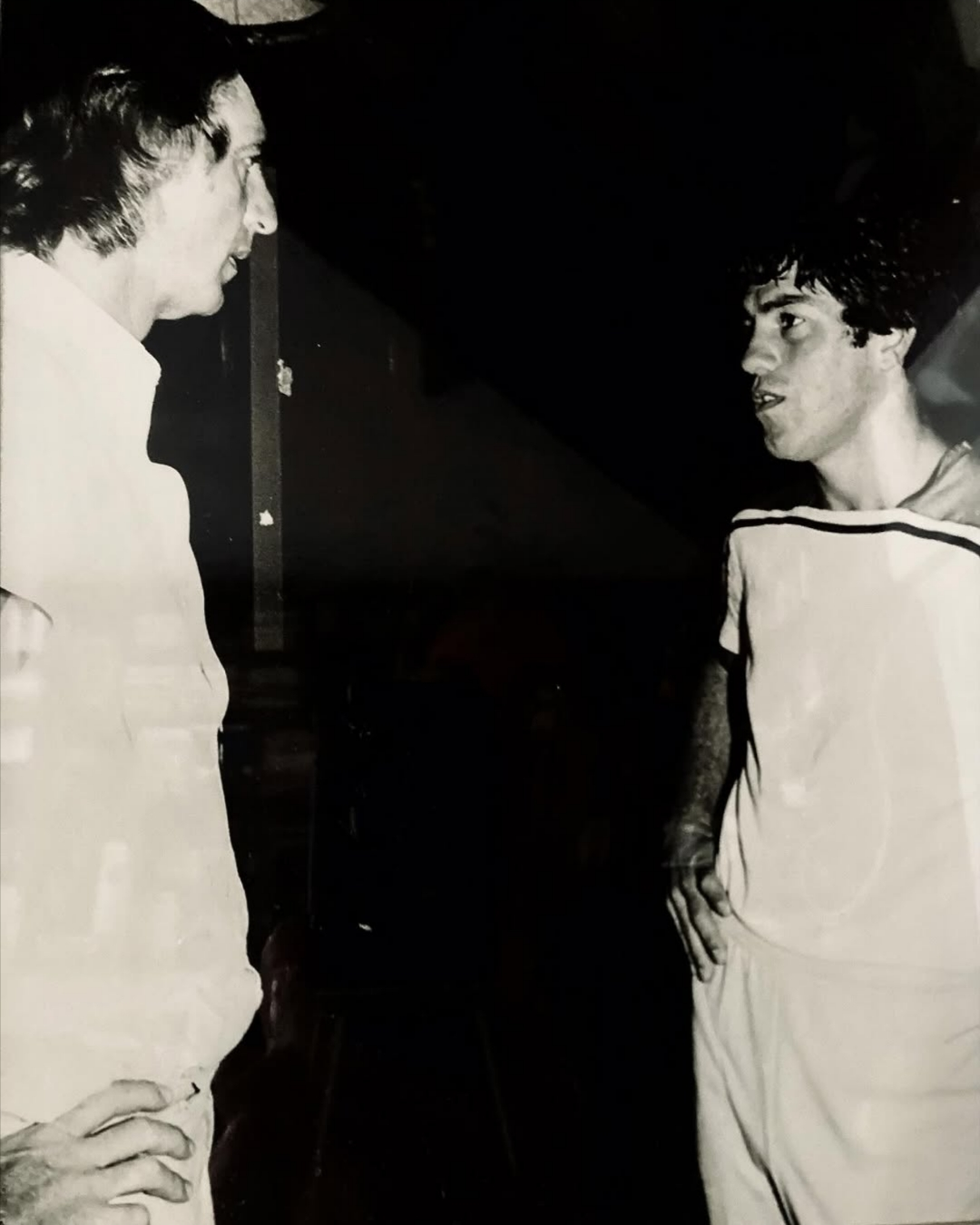
Hernández con César Menotti en la selección argentina.

Debutó en la selección argentina el 12 de septiembre de 1979, de la mano de César Luis Menotti, en la derrota 2-1 ante Alemania.
Fue incluido por Menotti en la lista de jugadores que disputarían el campeonato mundial a celebrarse en España como su tercera opción para el centrocampista creativo, aunque no tuvo minutos de juego durante el torneo. En esa época, aún se designaban los dorsales para la Copa Mundial utilizando el orden alfabético. Bajo este parámetro, Hernández tenía que utilizar el dorsal 10 en la competencia, pero en un acto de amistad con Diego Maradona, con quien compartió habitación durante el torneo, le cedió su número y se quedó con el 12, el cual le correspondía a Diego.
Disputó 10 partidos hasta 1982, sin lograr convertir anotaciones.

### Participaciones en Copas del Mundo
| Mundial                        | Sede   | Resultado    | PJ | Goles |
| ------------------------------ | ------ | ------------ | -- | ----- |
| Copa Mundial de Fútbol de 1982 | España | Segunda fase | 0  | 0     |

## Estilo de juego
| "Yo no era tan hábil pero tenía la vocación de querer estar las 24 horas en una cancha de fútbol". —Patricio Hernández en una entrevista de abril de 2020 con Sergio Levinsky. |

Descrito como el "clásico número 10", Hernández se caracterizó por su muy peculiar clase en la conducción del esférico y su grandioso toque de la pelota, sobre todo a la hora de cobrar los tiros libres. Hernández ha mencionado que él no era tan bueno con el balón, pero le tenía tanto cariño al deporte que se convirtió casi en obsesión el estar la mayor parte del día en la cancha de entrenamiento. De la mano de Bilardo, quien introdujo en el fútbol argentino una metodología de entrenamiento diferente en esa época, tuvo la oportunidad de participar en entrenamientos en doble turno y muchas prácticas con la pelota, con lo que pudo crecer tanto física como técnicamente.

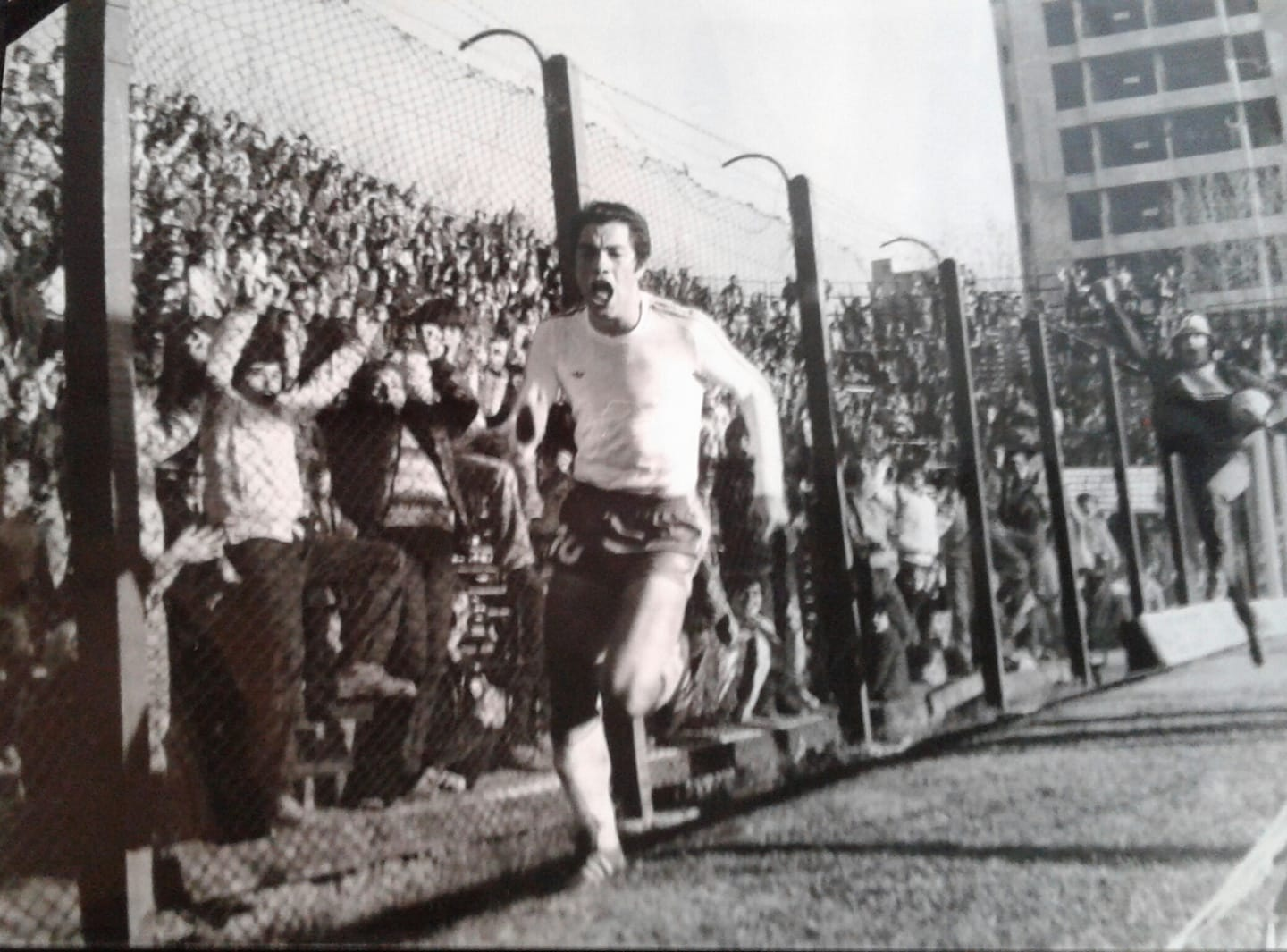
Hernández en julio de 1980.

### Perfil de jugador
Hernández era conocido por su contundencia, capacidad de regate, visión de campo y sobre todo su liderazgo en el terreno de juego. Como volante de creación, sabía jugar de espalda, girar, retener y conducir el balón en tres cuartos de cancha y manejar los tiempos y ritmos del partido, condiciones asociadas al concepto actual de "playmaker". Asimismo, sabía esconder la pelota a los contrarios, dribleando y resistiendo las faltas cuando subían con sorpresa. Hernández se convertía en el impulso de sus equipos cuando los encuentros se tornaban complicados, o tenían que ir contracorriente, mostrando siempre seguridad en la toma de decisiones e incentivando a sus compañeros a mejorar.

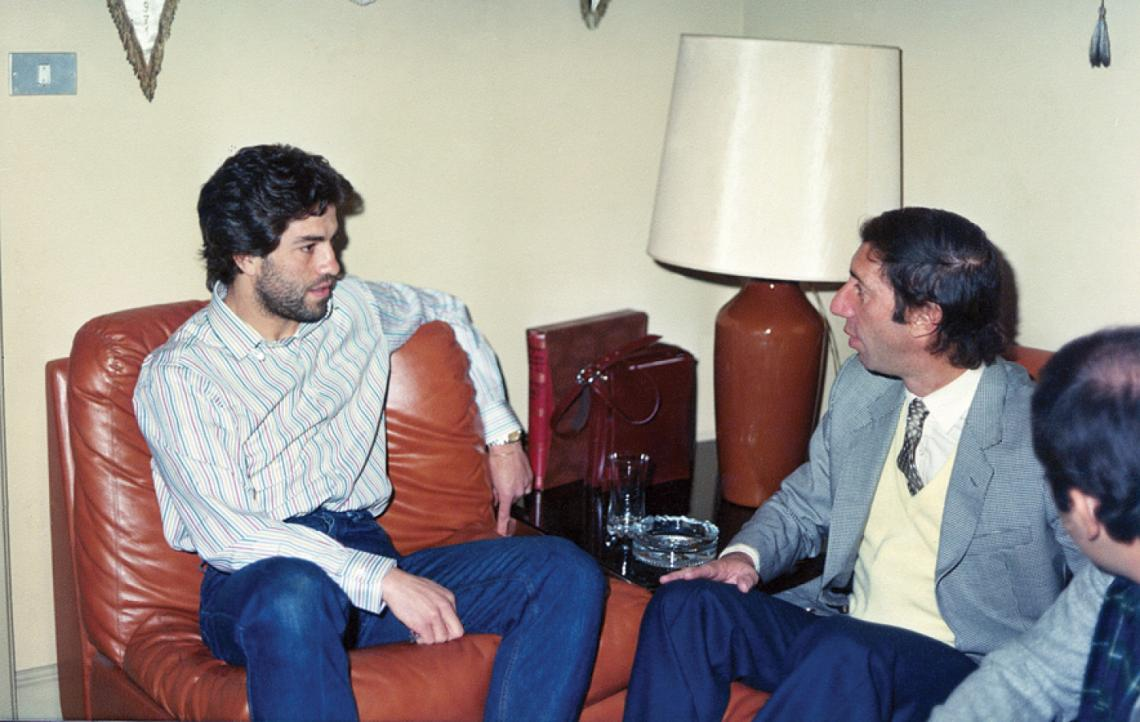
Hernández con Carlos Bilardo, maestro y amigo en su carrera deportiva.

El momento superlativo de su faceta como jugador lo tuvo con Cruz Azul a finales de los años ochenta, convertido en un centrocampista total, con la capacidad de diversificar las acciones de peligro del equipo desde la mitad del campo, siendo al mismo tiempo el referente en el ataque con el objetivo de finalizar con éxito las jugadas y proveer de asistencias de gol a sus compañeros. Con la escuela de Menotti-Bilardo detrás, como entrenador buscó plasmar lo aprendido en su carrera como jugador, llegando a desarrollar un estilo propio que le permitió formar a grandes jugadores, siendo el más destacado Mauro Germán Camoranesi. Su estilo, que (en sus palabras) llegó a su cúspide durante su etapa en las reservas de Sarmiento, impactó de buena forma en la institución. Las metodologías para la formación de futbolistas fueron un parteaguas en la entidad deportiva, a tal grado que los métodos de enseñanza, el impulso de jóvenes jugadores y los éxitos de los siguientes años lo llevaron a ser denominado el "Legado Hernández".

## Vida privada

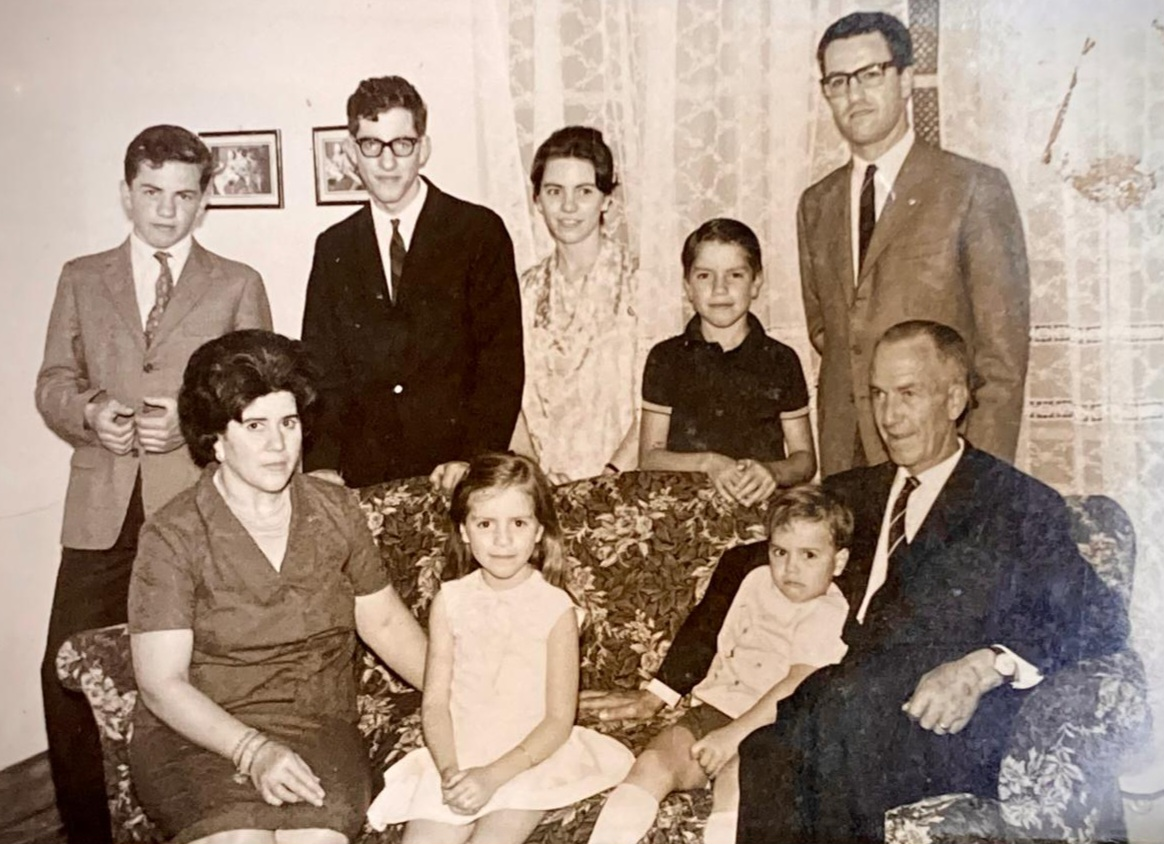
Retrato de la familia Hernández Sánchez en el verano de 1965.

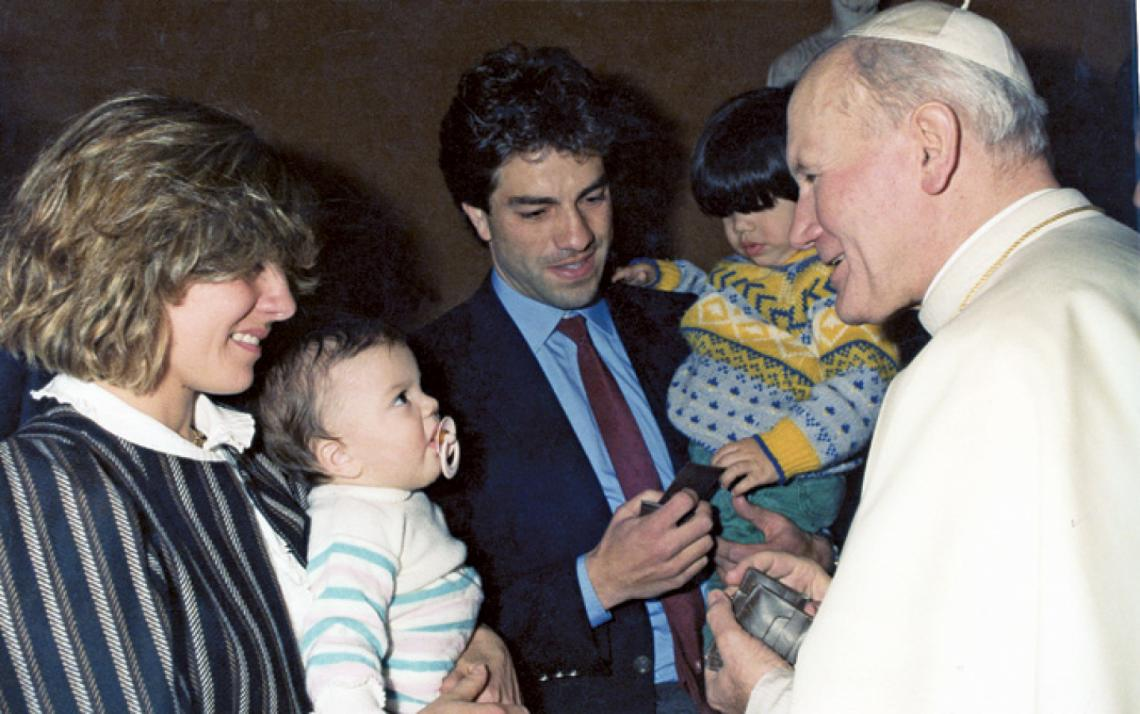
Visita de Patricio Hernández con su familia al Santo Padre, Juan Pablo II, durante su estadía en España.

Patricio nació en el seno de una familia de intelectuales y docentes, siendo el quinto de siete hijos del matrimonio entre Héctor Humberto Hernández de Paz (1916-1978) y Adelfa Beatriz Sánchez Esteves (1923-2017). Su padre, educador, periodista y escribano, ejerció como maestro y director de varias escuelas en San Nicolás. De igual forma su madre, quien fue también docente. Su hermano Héctor Humberto (1943-2021), fue abogado y doctor en filosofía del derecho. Sus hermanos Francisco y Miguel Ángel (f. 2011) ejercieron como profesores de educación física, siendo Miguel el padre de Juan Martín, jugador de rugby, y María de la Paz, jugadora de hockey sobre césped.
Su hermana Graciela Beatriz, psicopedagoga, y profesora de inglés que, junto con Héctor, impartieron clases en la Universidad Católica Argentina. Su hermano Rafael fue sacerdote y, durante su vida, mantuvo un vínculo con Jorge Mario Bergoglio, quien más tarde se convertiría en el 266.º papa de la Iglesia católica.
Patricio contrajo matrimonio con su pareja Viviana Marcela Vanzo Franzese, con quien tiene cuatro hijos: Patricio, Rocío, y los mellizos Jesús y Bautista. En agosto de 1994 realizó la publicación de sus memorias y filosofía deportiva en un libro titulado "Mi fútbol y yo. Hombre-Técnica-Táctica-Preparación física".
En el año de 1997 fundó el equipo de "Fútbol San Nicolás" para la formación de jugadores en la localidad donde nació y creció. Con el club, que tiempo después comenzó a autofinanciarse, disputó un partido a los 45 años en el año 2001. Tras su salida de Banfield en 2007, Hernández se alejó temporalmente del ámbito futbolístico debido a que a su hija Rocío le fue diagnosticada una enfermedad autoinmune y a su esposa se le detectó un cáncer, situación que lo llevó a priorizar el cuidado de su familia.
El 25 de octubre de 2024 recibió un homenaje por parte del Torino F. C. en el triunfo 1-0 ante el Como 1907 en el Stadio Comunale.

## Estadísticas

### Jugador
| Club                              | Div.          | Temporada     | Liga  | Liga  | Copas | Copas | Internacional | Internacional | Total | Total |
| Club                              | Div.          | Temporada     | Part. | Goles | Part. | Goles | Part.         | Goles         | Part. | Goles |
| --------------------------------- | ------------- | ------------- | ----- | ----- | ----- | ----- | ------------- | ------------- | ----- | ----- |
| Estudiantes de La Plata Argentina | 1.ª           | 1974          | 1     | —     | —     | —     | —             | —             | 1     | 0     |
| Estudiantes de La Plata Argentina | 1.ª           | 1975          | 2     | —     | —     | —     | —             | —             | 2     | 0     |
| Estudiantes de La Plata Argentina | 1.ª           | 1976          | 23    | 8     | —     | —     | 2             | —             | 25    | 8     |
| Estudiantes de La Plata Argentina | 1.ª           | 1977          | 26    | 1     | —     | —     | —             | —             | 26    | 1     |
| Estudiantes de La Plata Argentina | 1.ª           | 1978          | 29    | 6     | —     | —     | —             | —             | 29    | 6     |
| Estudiantes de La Plata Argentina | 1.ª           | 1979          | 23    | 6     | —     | —     | —             | —             | 23    | 6     |
| Estudiantes de La Plata Argentina | 1.ª           | 1980          | 45    | 22    | —     | —     | —             | —             | 45    | 22    |
| Estudiantes de La Plata Argentina | 1.ª           | 1981          | 46    | 13    | —     | —     | —             | —             | 46    | 13    |
| Estudiantes de La Plata Argentina | 1.ª           | 1982          | —     | —     | —     | —     | —             | —             | 0     | 0     |
| Estudiantes de La Plata Argentina | Total club    | Total club    | 195   | 56    | 0     | 0     | 2             | 0             | 197   | 56    |
| Torino · Italia                   | 1.ª           | 1982-83       | 28    | 4     | 11    | 4     | —             | —             | 39    | 8     |
| Torino · Italia                   | 1.ª           | 1983-84       | 29    | 11    | 11    | 3     | —             | —             | 40    | 14    |
| Torino · Italia                   | Total club    | Total club    | 57    | 15    | 22    | 7     | 0             | 0             | 79    | 22    |
| Ascoli Calcio · Italia            | 1.ª           | 1984-85       | 26    | 2     | 3     | —     | —             | —             | 29    | 2     |
| Ascoli Calcio · Italia            | Total club    | Total club    | 26    | 2     | 3     | 0     | 0             | 0             | 29    | 2     |
| Instituto de Córdoba Argentina    | 1.ª           | 1985-86       | 10    | —     | —     | —     | —             | —             | 10    | 0     |
| Instituto de Córdoba Argentina    | Total club    | Total club    | 10    | 0     | 0     | 0     | 0             | 0             | 10    | 0     |
| River Plate Argentina             | 1.ª           | 1985-86       | —     | —     | —     | —     | 1             | —             | 1     | 0     |
| River Plate Argentina             | 1.ª           | 1986-87       | 34    | 12    | —     | —     | —             | —             | 34    | 12    |
| River Plate Argentina             | Total club    | Total club    | 34    | 12    | 0     | 0     | 1             | 0             | 35    | 12    |
| Argentinos Juniors Argentina      | 1.ª           | 1987-88       | 38    | 13    | —     | —     | —             | —             | 38    | 13    |
| Cruz Azul · México                | 1.ª           | 1988-89       | 44    | 30    | 8     | 2     | 2             | —             | 54    | 32    |
| Cruz Azul · México                | 1.ª           | 1989-90       | 34    | 4     | 2     | 1     | —             | —             | 36    | 5     |
| Cruz Azul · México                | Total club    | Total club    | 78    | 34    | 10    | 3     | 2             | 0             | 90    | 37    |
| Argentinos Juniors Argentina      | 1.ª           | 1990-91       | 31    | 7     | —     | —     | 2             | 1             | 33    | 8     |
| Argentinos Juniors Argentina      | Total club    | Total club    | 69    | 20    | 0     | 0     | 2             | 1             | 71    | 21    |
| Huracán Argentina                 | 1.ª           | 1991-92       | 19    | 2     | —     | —     | —             | —             | 19    | 2     |
| Huracán Argentina                 | Total club    | Total club    | 19    | 2     | 0     | 0     | 0             | 0             | 19    | 2     |
| Total carrera                     | Total carrera | Total carrera | 488   | 141   | 35    | 10    | 7             | 1             | 530   | 152   |

#### Selección
| Detalle de los partidos internacionales absolutos | Detalle de los partidos internacionales absolutos | Detalle de los partidos internacionales absolutos | Detalle de los partidos internacionales absolutos | Detalle de los partidos internacionales absolutos | Detalle de los partidos internacionales absolutos | Detalle de los partidos internacionales absolutos |
| Fecha                                             | Ciudad                                            | Local                                             | Resultado                                         | Visitante                                         | Goles                                             | Competición                                       |
| ------------------------------------------------- | ------------------------------------------------- | ------------------------------------------------- | ------------------------------------------------- | ------------------------------------------------- | ------------------------------------------------- | ------------------------------------------------- |
| 12/09/1979                                        | Berlín                                            | Alemania Federal                                  | 2 – 1                                             | Argentina                                         | -                                                 | Amistoso                                          |
| 16/09/1979                                        | Belgrado                                          | Yugoslavia                                        | 4 – 2                                             | Argentina                                         | -                                                 | Amistoso                                          |
| 12/10/1980                                        | Buenos Aires                                      | Argentina                                         | 2 – 1                                             | Polonia                                           | -                                                 | Amistoso                                          |
| 15/10/1980                                        | Buenos Aires                                      | Argentina                                         | 1 – 0                                             | Checoslovaquia                                    | -                                                 | Amistoso                                          |
| 11/11/1981                                        | Buenos Aires                                      | Argentina                                         | 1 – 1                                             | Checoslovaquia                                    | -                                                 | Amistoso                                          |
| 09/03/1982                                        | Mar del Plata                                     | Argentina                                         | 0 – 0                                             | Checoslovaquia                                    | -                                                 | Amistoso                                          |
| 24/03/1982                                        | Buenos Aires                                      | Argentina                                         | 1 – 1                                             | Alemania Federal                                  | -                                                 | Amistoso                                          |
| 14/04/1982                                        | Buenos Aires                                      | Argentina                                         | 1 – 1                                             | Unión Soviética                                   | -                                                 | Amistoso                                          |
| 05/05/1982                                        | Buenos Aires                                      | Argentina                                         | 2 – 1                                             | Bulgaria                                          | -                                                 | Amistoso                                          |
| 12/05/1982                                        | Rosario                                           | Argentina                                         | 1 – 0                                             | Rumania                                           | -                                                 | Amistoso                                          |
|                                                   | Total                                             | Presencias                                        | 10                                                | Goles                                             | 0                                                 |                                                   |

#### Hat-tricks
| 1 | 08/11/1987 | La Paternal, Buenos Aires | Argentinos Juniors - Banfield |  | 5 - 1 | Primera División de Argentina 1987-88 |
| 2 | 01/04/1989 | Azteca, Ciudad de México  | Cruz Azul - Toluca            |  | 4 - 2 | Primera División de México 1988-89    |
| 3 | 29/04/1989 | Tecnológico, Monterrey    | Monterrey - Cruz Azul         |  | 1 - 4 | Primera División de México 1988-89    |
| 4 | 20/05/1989 | Azteca, Ciudad de México  | Cruz Azul - Atlas             |  | 5 - 0 | Primera División de México 1988-89    |

#### Resumen estadístico
| Competición                   | Partidos | Goles | Promedio |
| ----------------------------- | -------- | ----- | -------- |
| Liga                          | 488      | 141   | 0,29     |
| Copas nacionales              | 35       | 10    | 0,29     |
| Competiciones internacionales | 7        | 1     | 0,14     |
| Selección argentina           | 10       | 0     | 0,00     |
| Total                         | 540      | 152   | 0,28     |

### Entrenador
| Club                    | País          | Año *         | PD  | G   | E   | P   | GF  | GC  | DG  | %     |
| ----------------------- | ------------- | ------------- | --- | --- | --- | --- | --- | --- | --- | ----- |
| Argentinos Juniors      | Argentina     | 1992          | 33  | 7   | 11  | 15  | 28  | 42  | -14 | 32.32 |
| Gimnasia y Tiro         | Argentina     | 1993          | 20  | 4   | 8   | 8   | 18  | 15  | +3  | 33.33 |
| Lanús                   | Argentina     | 1994-1995     | 52  | 20  | 17  | 15  | 59  | 57  | +2  | 49.36 |
| Santos Laguna           | México        | 1995-1996     | 32  | 9   | 10  | 13  | 39  | 37  | +2  | 38.54 |
| Banfield                | Argentina     | 1997          | 20  | 12  | 7   | 1   | 44  | 18  | +26 | 71.67 |
| Estudiantes de La Plata | Argentina     | 1998-1999     | 57  | 16  | 20  | 21  | 56  | 65  | -9  | 39.77 |
| Puebla                  | México        | 2000          | 2   | 0   | 0   | 2   | 2   | 5   | -3  | 0     |
| River Plate (interino)  | Argentina     | 2001          | 1   | 0   | 0   | 1   | 1   | 2   | -1  | 0     |
| Saprissa                | Costa Rica    | 2002          | 21  | 8   | 4   | 9   | 37  | 32  | +5  | 44.44 |
| Nueva Chicago           | Argentina     | 2003          | 14  | 2   | 3   | 9   | 11  | 24  | -13 | 21.43 |
| Banfield                | Argentina     | 2007          | 9   | 2   | 1   | 6   | 9   | 18  | -9  | 25.93 |
| San Miguel              | Argentina     | 2013-2016     | 116 | 45  | 32  | 39  | 130 | 133 | -3  | 47.99 |
| Sportivo Barracas       | Argentina     | 2018-2019     | 12  | 1   | 5   | 6   | 6   | 19  | -13 | 22.22 |
| Total carrera           | Total carrera | Total carrera | 389 | 126 | 118 | 145 | 440 | 467 | -27 | 42.5  |

Nota * : no se preservan registros de los partidos dirigidos con Barcelona S. C. en 1996.

## Palmarés

### Jugador
Estudiantes de La Plata
- Primera División Argentina: 1982; segundo puesto: 1975

River Plate
- Primera División Argentina: 1986
- Copa Libertadores de América: 1986

Cruz Azul
- Primera División de México segundo puesto: 1989

### Entrenador
San Miguel
- Torneo Reducido: 2014

## Premios y nominaciones

#### Premios Citlalli
| Año  | Categoría                    | Resultado |
| ---- | ---------------------------- | --------- |
| 1989 | Mejor Centrocampista del Año | Nominado  |
| 1989 | Mejor Jugador del Año        | Ganador   |

#### Premios Alumni
| Año  | Categoría                               | Resultado |
| ---- | --------------------------------------- | --------- |
| 2014 | Director técnico destacado de Primera D | Nominado  |